# Лондејл (Северна Каролина)
Лондејл (енгл. Lawndale) град је у америчкој савезној држави Северна Каролина.

## Демографија
По попису из 2010. године број становника је 606, што је 36 (-5,6%) становника мање него 2000. године.
| Група             | 2000.       | 2010.       |
| Белци             | 477 (74,3%) | 473 (78,1%) |
| Афроамериканци    | 143 (22,3%) | 93 (15,3%)  |
| Азијати           | 4 (0,6%)    | 1 (0,2%)    |
| Хиспаноамериканци | 18 (2,8%)   | 29 (4,8%)   |
| Укупно            | 642         | 606         |